# Vittorio Tomassetti
Vittorio Tomassetti (ur. 28 czerwca 1930 w Staffolo, zm. 6 stycznia 2008) – włoski duchowny rzymskokatolicki, w latach 1998-2007 biskup diecezji Fano-Fossombrone-Cagli-Pergola.
Święcenia prezbiteratu przyjął 23 sierpnia 1953. 7 maja 1992 papież Jan Paweł II mianował go biskupem jednej z diecezji suburbikarnych - Palestriny. Sakry udzielił mu ówczesny prefekt Kongregacji ds. Biskupów oraz kardynał-biskup Palestriny, Bernardin Gantin. 5 kwietnia 1997 został mianowany koadiutorem diecezji Fano-Fossombrone-Cagli-Pergola. Zarząd nad diecezją objął 8 września 1998. 21 lipca 2007 Benedykt XVI przyjął jego rezygnację z urzędu złożoną ze względu na osiągnięcie wieku emerytalnego. 7 października tegoż roku współkonsektował swojego następcę, Armando Trasartiego. Zmarł 6 stycznia 2008.